# Робърт Шоу
Робърт Шоу (на английски: Robert Shaw) е британски филмов и театрален актьор, роден през 1927 година, починал през 1978 година.
Въпреки преждевременната си кончина, Шоу ще остане в историята на киноизкуството със забележителните си изпълнения на типажни роли в класически заглавия като: От Русия с любов (1963), Човек на всички времена (1966), Ужилването (1973), Челюсти (1975) и др. Номиран е за американските филмови награди „Оскар“ и „Златен глобус“, както и за британската награда БАФТА.

## Ранни години
Роден е като Робърт Арчибалд Шоу на 9 август 1927 година в град Уестхотън, община Болтън, графство Голям Манчестър. Майка му Дорийн е работила като медицинска сестра, баща му Томас Шоу е бил лекар. Робърт Шоу има три сестри — Елизабет, Джоана и Уенди и един брат — Александър. Когато е 7-годишен, семейството се премества в градчето Стромнес на шотландския архипелаг Оркни. Няколко години по-късно баща му, страдащ от депресия и алкохолизъм, слага край на живота си. Тогава семейството заминава за графство Корнуол в Англия, където Шоу посещава независимото училище Труро в едноименния град. На 17-годишна възраст, той отхвърля предложена стипендия за образование в Лондон с възможност за продължение на обучението му в Кеймбридж в областта на медицината. По това време, той вече е запленен от магията на драматичното изкуство от учителя си Сирил Уилкс, който води някои от учениците си на театър в Лондон. Първата пиеса, която Шоу гледа е „Хамлет“ през 1944 година, със сър Джон Гилгуд в главната роля. През 1946 година с наследените от баба си £1000 паунда, Робърт постъпва в Кралската академия за драматично изкуство, където остава до 1948 година.

## Избрана филмография
| Година | Филм                    | Оригинално заглавие   | Роля                | Режисьор        | Бележки                                |
| ------ | ----------------------- | --------------------- | ------------------- | --------------- | -------------------------------------- |
| 1963   | Гостът                  | The Guest             | Астън               | Клайв Донър     |                                        |
| 1963   | От Русия с любов        | From Russia with Love | Доналд Грант        | Терънс Йънг     |                                        |
| 1966   | Човек на всички времена | A Man for All Seasons | Хенри VIII          | Фред Зинеман    | номинации за „Оскар“ и „Златен глобус“ |
| 1972   | Младият Уинстън         | Young Winston         | лорд Рандолф Чърчил | Ричард Атънбъро |                                        |
| 1973   | Ужилването              | The Sting             | Дойл Лонеган        | Джордж Рой Хил  |                                        |
| 1975   | Челюсти                 | Jaws                  | Сам Куинт           | Стивън Спилбърг |                                        |
| 1975   | Краят на играта         | End of the Game       | Ричард Гастман      |                 |                                        |
| 1977   | Бездната                | The Deep              | Ромер Трийс         | Питър Йейтс     |                                        |